# Emerald (Queensland)
|                       | Jan   | Feb  | Mär  | Apr  | Mai  | Jun  | Jul  | Aug  | Sep  | Okt  | Nov  | Dez  |   |       |
| Mittl. Tagesmax. (°C) | 34,6  | 33,4 | 33,1 | 29,7 | 26,0 | 23,7 | 23,4 | 25,2 | 28,9 | 31,1 | 32,9 | 34,0 | ⌀ | 29,6  |
| Mittl. Tagesmin. (°C) | 22,1  | 22,0 | 20,4 | 16,9 | 13,2 | 9,9  | 8,9  | 10,0 | 13,5 | 17,2 | 19,5 | 21,2 | ⌀ | 16,2  |
|                       |       |      |      |      |      |      |      |      |      |      |      |      |   |       |
| Niederschlag (mm)     | 103,4 | 99,7 | 69,3 | 35,9 | 35,2 | 33,9 | 28,8 | 20,7 | 23,5 | 39,2 | 58,8 | 91,0 | Σ | 639,4 |
|                       |       |      |      |      |      |      |      |      |      |      |      |      |   |       |
| Regentage (d)         | 8,3   | 7,7  | 6,1  | 3,8  | 3,7  | 3,3  | 3,2  | 2,8  | 2,8  | 4,6  | 5,8  | 7,4  | Σ | 59,5  |

| 22,1 |

| 22,0 |

| 20,4 |

| 16,9 |

| 13,2 |

| 9,9 |

| 8,9 |

| 10,0 |

| 13,5 |

| 17,2 |

| 19,5 |

| 21,2 |

| 22,1 |

| 22,0 |

| 20,4 |

| 16,9 |

| 13,2 |

| 9,9 |

| 8,9 |

| 10,0 |

| 13,5 |

| 17,2 |

| 19,5 |

| 21,2 |

Emerald ist eine Stadt in Queensland, Australien. Emerald liegt etwa 900 Kilometer nordwestlich der Hauptstadt Brisbane, 270 Kilometer westlich von Rockhampton und etwa 410 Kilometer östlich von Longreach. Emerald liegt im Verwaltungsbezirk Central Highlands Regional Council von Queensland am Nogoa River und nur wenige Kilometer südlich des Wendekreis des Steinbocks. Die Stadt liegt am Kreuzungspunkt von Capricorn Highway und Gregory Highway.

## Wirtschaft
Emerald ist ein wichtiges Zentrum und Versorgungspunkt für viele Wirtschaftszweige in der Region. In der Gegend wird in großen Tagebauen Kohle abgebaut, die per Bahn zum Hafen von Rockhampton gebracht und von dort verschifft wird. Westlich der Stadt liegen die Gemfields, in welcher in großem Umfang Saphire abgebaut werden. Die Saphirlagerstätten hier sind die größten der südlichen Hemisphäre.
Südlich der Stadt liegt der Maraboon Stausee. Dieser ist mit einer Fläche von bis zu 150 Quadratkilometern einer der größten künstlichen Seen Australiens. Die Wasserversorgung durch den Maraboon Stausee ermöglichte es den Landwirten in der Umgebung eine ertragreiche Baumwollindustrie zu etablieren. Außerdem werden noch Weintrauben, Zitrusfrüchte und Getreide in großem Umfang angebaut. Der Maraboon Stausee ist außerdem ein Naherholungszentrum für die Einwohner von Emerald und den umliegenden Ortschaften mit sehr guten Möglichkeiten für alle Arten von Wassersport.
Emerald erlebte in den letzten Jahren einen starken Anstieg der Einwohnerzahl, welche mittlerweile 14.000 übersteigt. Dies liegt vor allem an der boomenden Bergbauindustrie und deren Zuliefer- und Servicebranchen, aber auch am Aufschwung in der Landwirtschaft und dem damit verbundenen Personalbedarf.
Südlich der Stadt liegt der Flughafen Emerald mit einigen planmäßigen Passagierflügen.

## Söhne und Töchter
- Mitchell Langerak (* 1988), Fußballtorhüter
- Jess Jonassen (* 1992), Cricketspielerin